# Municipio de Varshets
El municipio de Varshets (búlgaro: Община Вършец) es un municipio búlgaro perteneciente a la provincia de Montana.
En 2011 tiene 8203 habitantes, el 81,96% búlgaros y el 17,42% gitanos. Tres cuartas partes de la población viven en la capital municipal Varshets.
Se ubica en la esquina suroriental de la provincia y limita con las provincias de Vratsa y Sofía.

## Localidades
| Localidad         | Cirílico         | Población (diciembre de 2009) |
| ----------------- | ---------------- | ----------------------------- |
| Varshets          | Вършец           | 6538                          |
| Cherkaski         | Черкаски         | 316                           |
| Dolna Bela Rechka | Долна Бела речка | 99                            |
| Dolno Ozírovo     | Долно Озирово    | 477                           |
| Dragánitsa        | Драганица        | 260                           |
| Gorna Bela Rechka | Горна Бела речка | 83                            |
| Gorno Ozírovo     | Горно Озирово    | 382                           |
| Spanchevtsi       | Спанчевци        | 367                           |
| Stoyánovo         | Стояново         | 81                            |
| Total             |                  | 8605                          |